# Samtgemeinde Siedenburg
Siedenburg is een samtgemeinde in de Duitse deelstaat Nedersaksen. Het is een samenwerkingsverband tussen vijf kleine gemeenten in het oosten van het Landkreis Diepholz. Het bestuur is gevestigd in de gemeente Siedenburg.

## Deelnemende gemeenten; bevolkingscijfer
- Borstel, 1.179 inwoners
- Maasen, 442
- Mellinghausen, 1.037
- Siedenburg, 1.262
- Staffhorst, 504

Totaal 4.424 inwoners; bron: zie hierboven. 
De Samtgemeinde grenst in het oosten aan de gemeente Nienburg/Weser.

## Infrastructuur
De dorpen in de gemeente liggen alle ten noorden van de Bundesstraße 214, die van Diepholz  en Sulingen in het westen langs Maasen en Borstel naar Nienburg/Weser in het oosten loopt. Maasen ligt 5 kilometer ten oosten van Sulingen; Borstel ligt als enige aan de B 213 zelf, 12 km ten oosten van Sulingen en 19 km ten westen van Nienburg/Weser.
Door de gemeente loopt een voormalige spoorlijn (zie:Spoorlijn aansluiting Lohe - Diepholz). Deze is op enkele plaatsen opgebroken. Het terrein is ten dele particulier eigendom. Of er in de toekomst weer treinen op deze lijn zullen rijden, is onbekend. Door de gemeente rijdt op werkdagen een streekbus van Sulingen via Siedenburg en Borstel naar Nienburg/Weser v.v..  Station Nienburg (Weser) is de dichtstbijzijnde locatie, waarvandaan men met de trein verder kan reizen.

## Geschiedenis, economie
Alle dorpen in de Samtgemeinde zijn in de middeleeuwen ontstaan en lagen in die tijd in het Graafschap Hoya, echter vanaf 1582 in het Hertogdom Brunswijk-Lüneburg. Het Graafschap Hoya voerde een berenklauw in het wapen. Om die reden hebben de Samtgemeinde, en veel daarbinnen gelegen dorpen, ook een berenklauw in hun wapen. Sinds de Reformatie in de 16e eeuw zijn verreweg de meeste christenen in de Samtgemeinde evangelisch-luthers. Dit geldt ook voor alle hierna vermelde kerkgebouwen in dit gebied.
In Siedenburg, dat vanaf de 14e eeuw de status van vlek had, stond een kasteel, waarvandaan een vazal van de landheer het bestuur over het gebied uitoefende. In 1701 werd dit kasteel vervangen door het nog bestaande Amtshaus, dat toen de Samtgemeinde in 1974 uit de vijf, tot dan toe zelfstandige, gemeentes tot stand kwam, ook haar bestuurszetel werd.
Historische gebeurtenissen van meer dan plaatselijk belang zijn in dit gebied niet overgeleverd. Van 1921 tot 1966 had Siedenburg een spoorwegstation.
De in het gebied gelegen plaatsjes zijn tot ongeveer 1970 alle betrekkelijk onbelangrijke boeren- en turfstekersdorpen gebleven. Daarna nam de werkgelegenheid in de agrarische sector af. De turfwinning in de venen ten zuiden van de dorpen duurde, op een betrekkelijk klein areaal, nog tot de jaren-2010. In enkele dorpen zijn woonwijken gebouwd voor woonforensen, die in steden in de omtrek een werkkring hebben.  Het toerisme is van weinig betekenis. Wel van enig belang zijn de in de omgeving aanwezige aardolie- en aardgaswinningslocaties.

## Bezienswaardigheden, natuurschoon
- Te Borstel, Mellinghausen en Staffhorst staan monumentale, oude dorpskerkjes. Ook de kapel van Siedenburg is interessant.
- Het voormalige kasteel, het Amtshaus te Siedenburg is een fraai, groot landhuis in vakwerkstijl uit 1701. Het is in gebruik als gemeentehuis. Het wordt omgeven door een klein park met een schilderachtige vijver (Mühlenteich).
- In het zuiden van de gemeente liggen enige uit hoogveen bestaande natuurreservaten, o.a. het Borsteler Moor en het Siedener Moor. Deze zijn meerdere km2 groot en zeer beperkt toegankelijk. In het bos ten noorden van Staffhorst kan men wandelen.

## Afbeeldingen

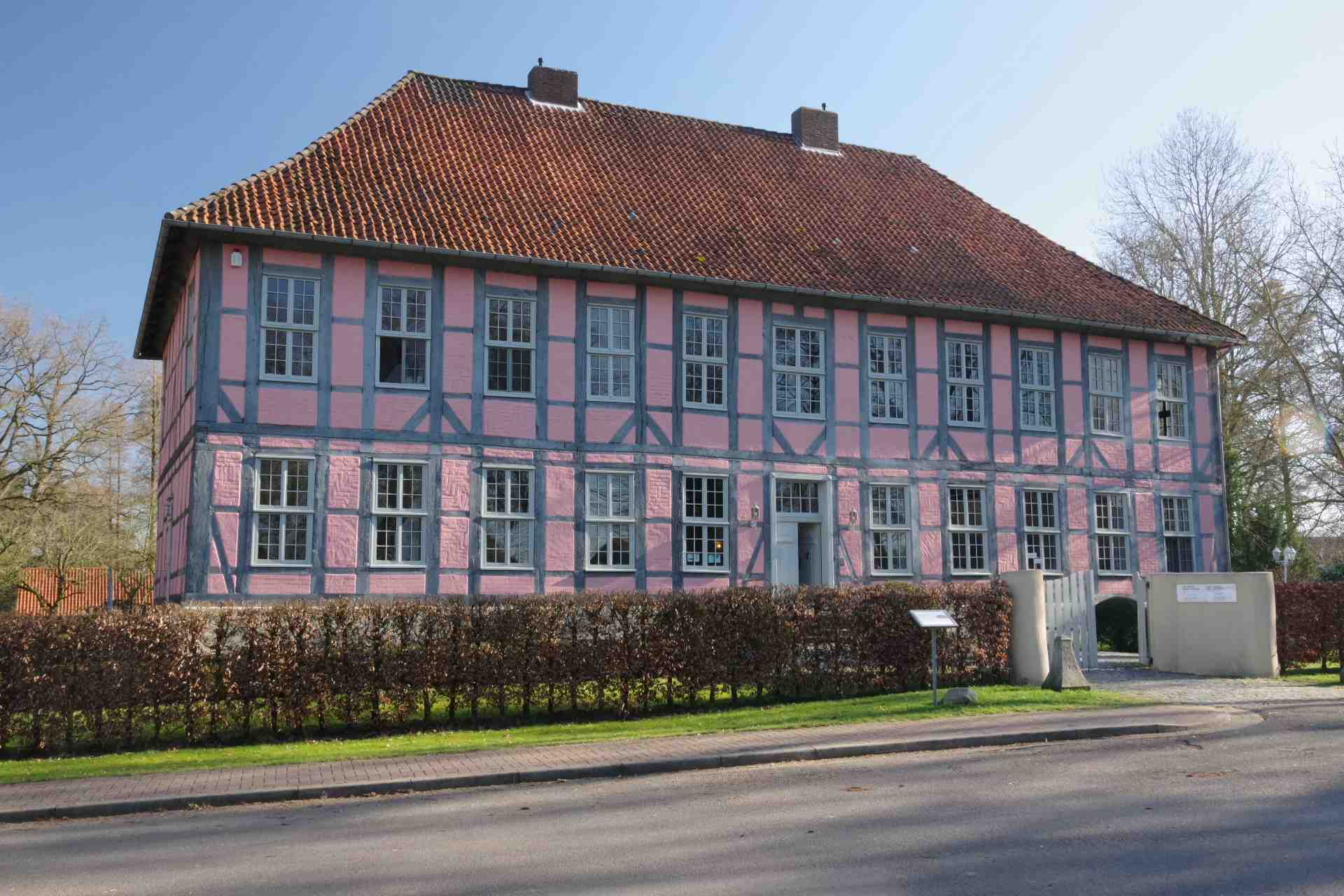
Het Amtshaus te Siedenburg
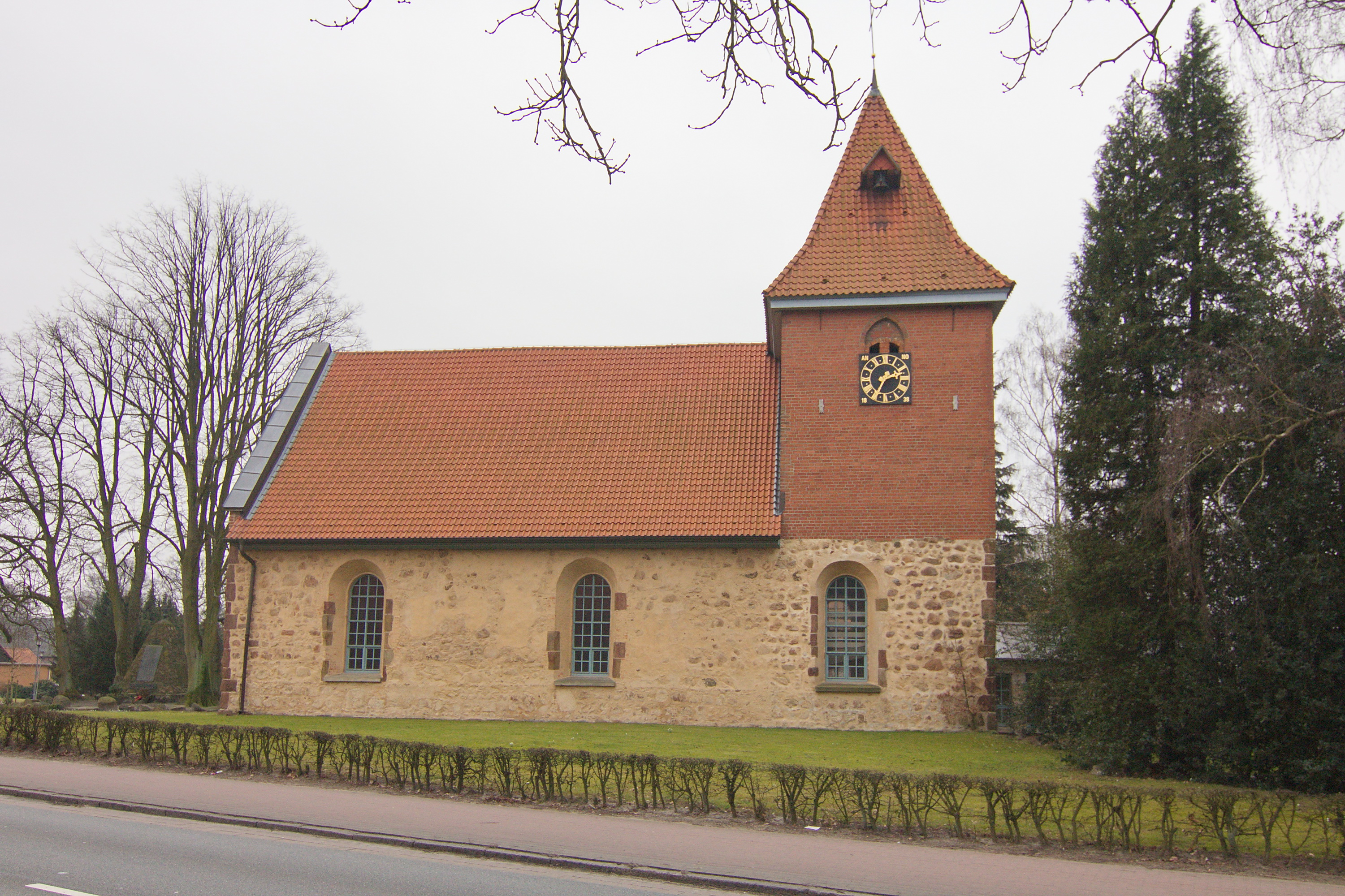
Borstel, 13e-eeuwse Sint-Nicolaaskerk
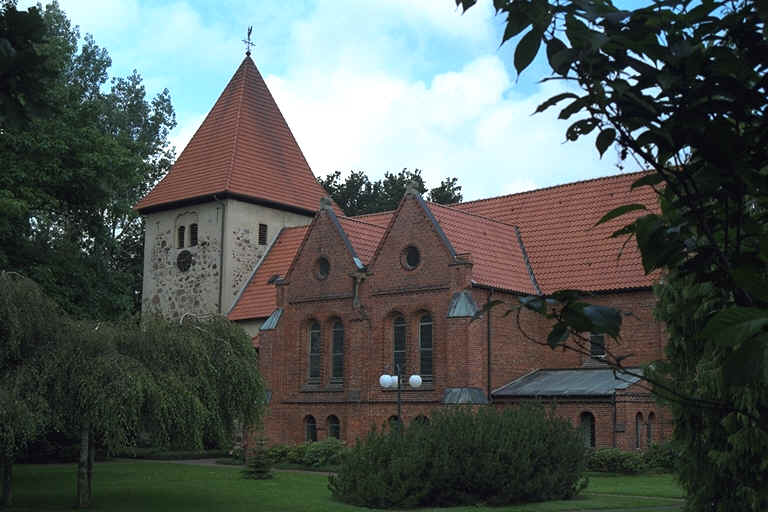
Johannes-de-Doperkerk, Mellinghausen (bouwjaar 1277; in 1893 ingrijpend gerenoveerd en uitgebreid)
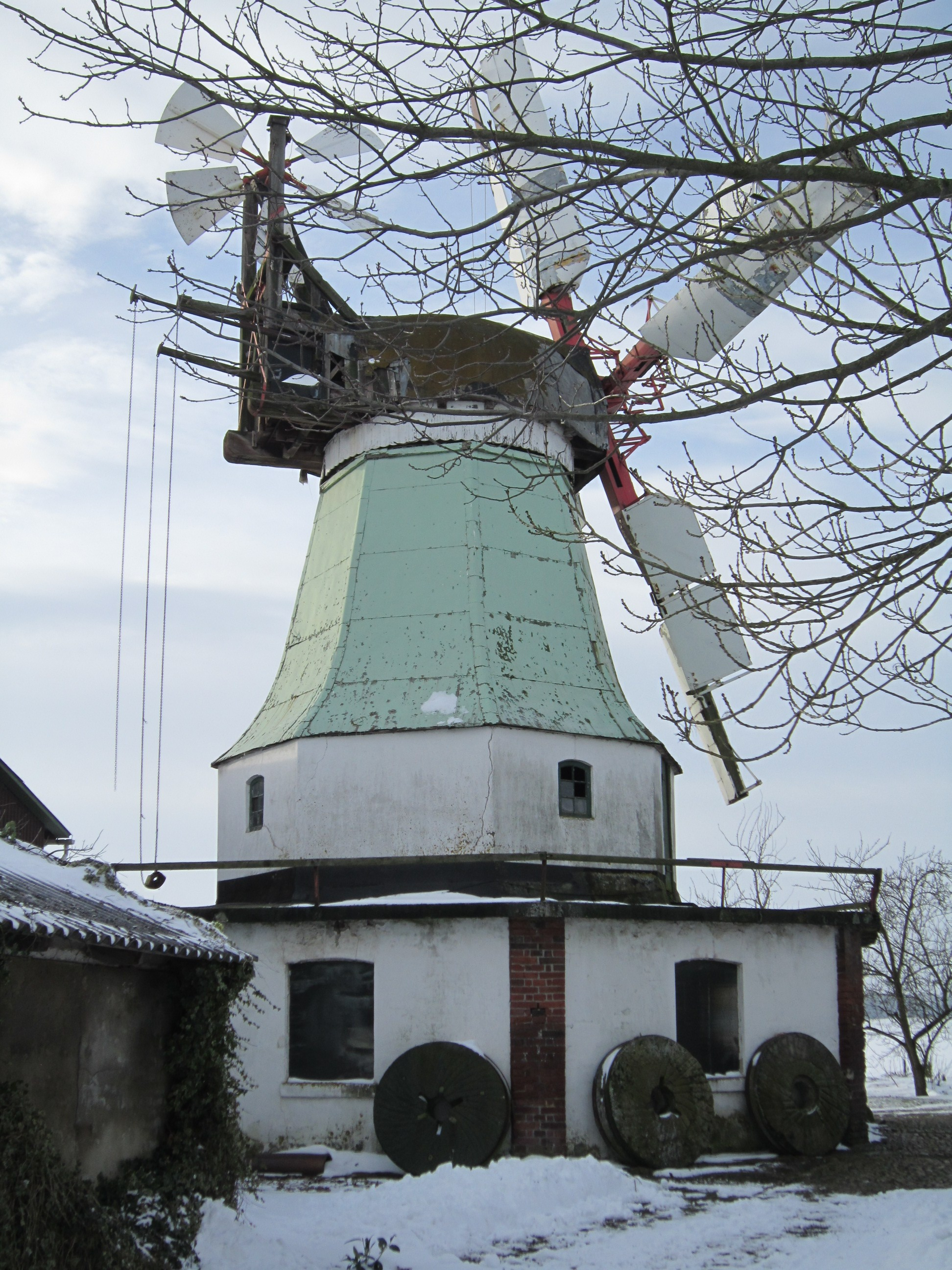
Windmolen van Huckstedt bij Maasen
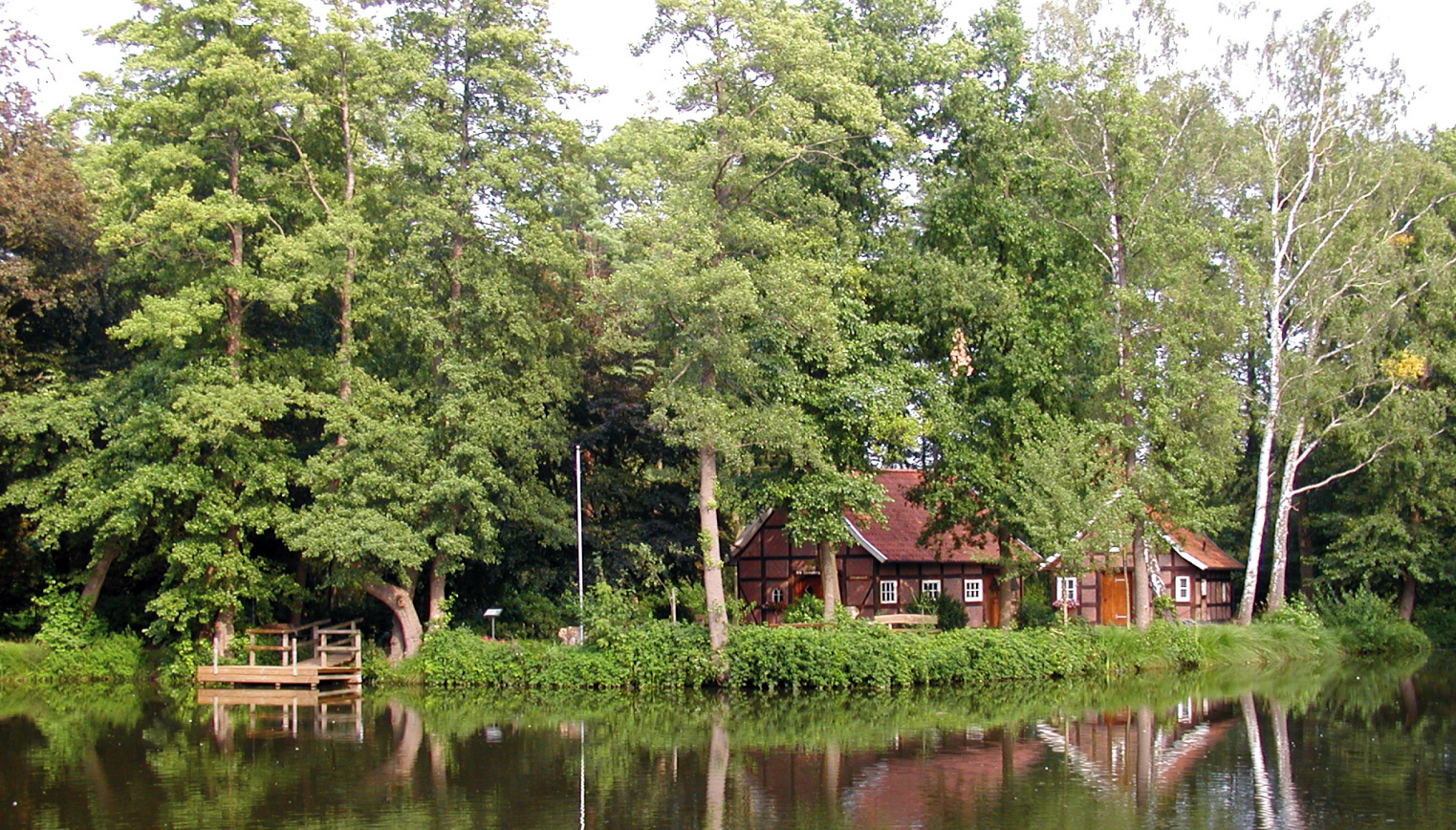
De Mühlenteich te Siedenburg
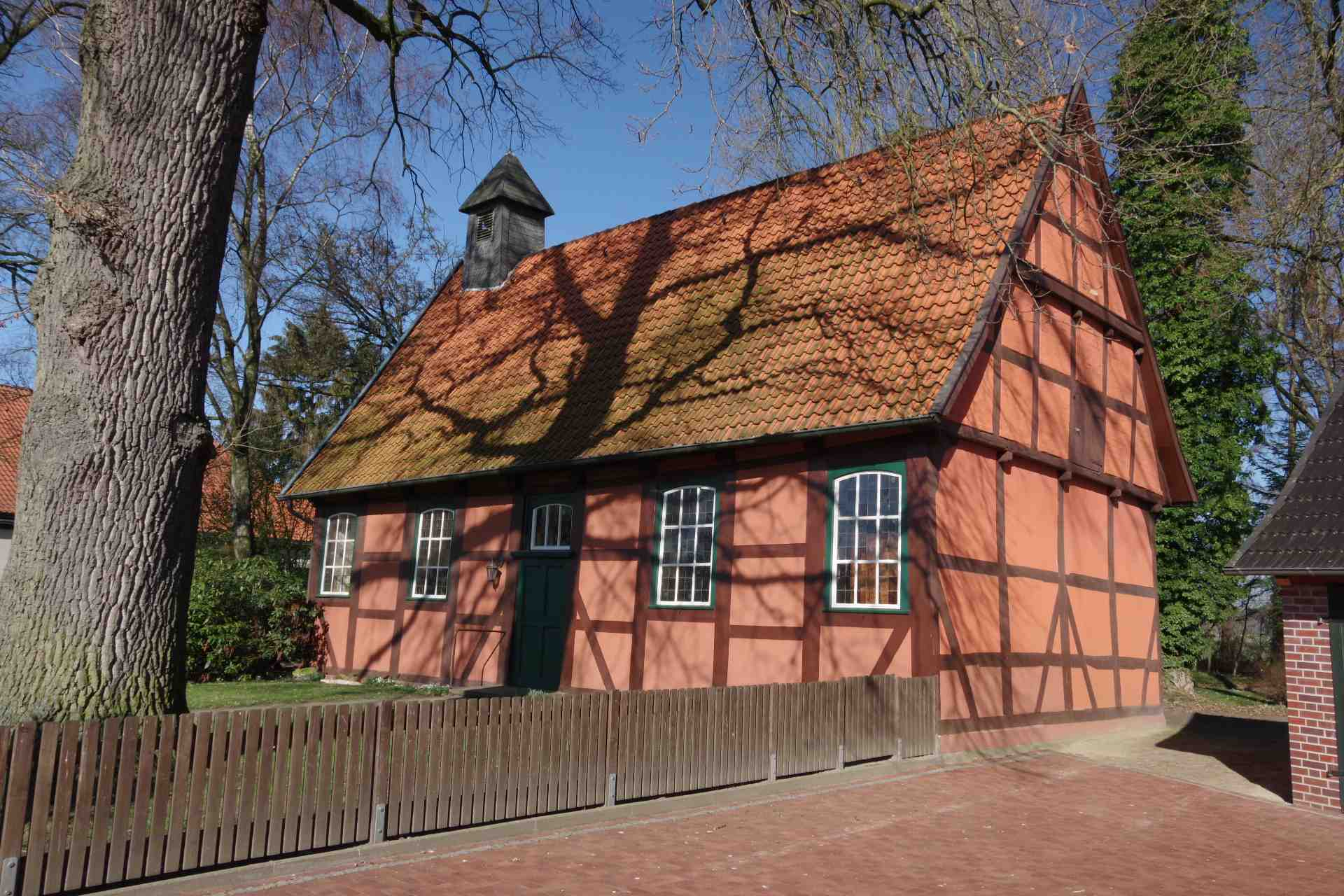
De in 1646 gebouwde kapel van Siedenburg
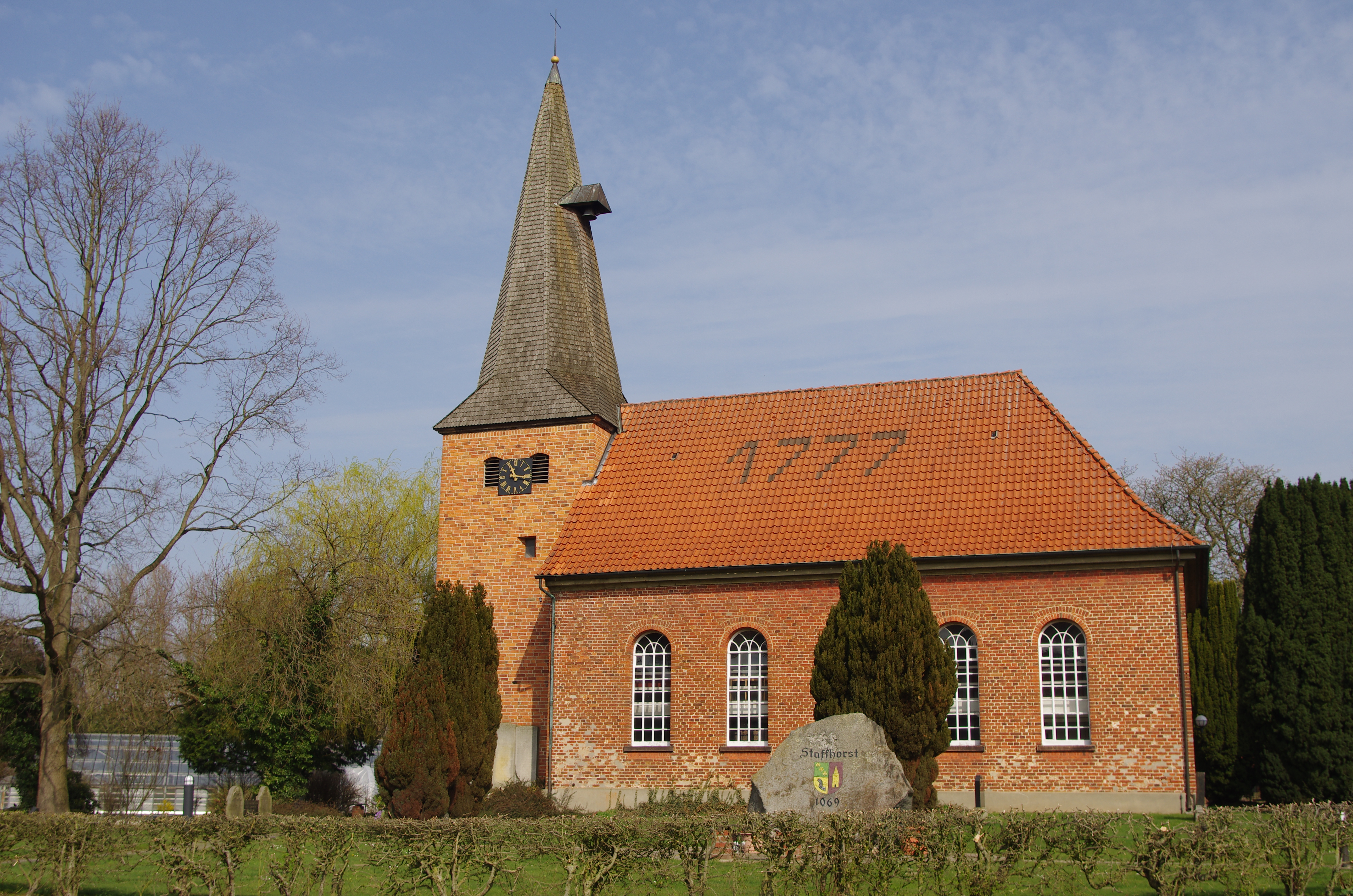
Kerkje te Staffhorst (1777)